# 努爾丁·贊吉運動
努爾丁·贊吉運動（阿拉伯语：حركة نور الدين الزنكي）是敘利亞內戰中一個已經不存在的反政府伊斯蘭主義武裝團體。在2014至15年的時候，它是敘利亞革命指揮委員會的一分子，在期間獲得美國製造的BGM-71拖式飛彈。在2014年，努爾丁·贊吉運動是阿勒頗最有影響力的武裝派系之一。

## 歷史
努爾丁·贊吉運動於2011年成立。
2014年12月，贊吉運動加入由其它在阿勒頗行動的伊斯蘭主義反政府武裝組成的沙姆陣線聯盟。2015年5月6日，贊吉運動加入由其它在阿勒頗的反政府武裝組成的征服阿勒頗聯合行動室。
2015年10月19日，有報道稱贊吉運動的軍事指揮官在阿勒頗附近與敘利亞政府軍戰鬥時陣亡。
2016年7月，網上傳出的影片顯示贊吉運動成員在阿勒頗把他們俘獲的一名12歲男童斬首。影片中的人宣稱該男童是親政府民兵聖城旅成員。
2016年9月24日，贊吉運動加入征服軍。
2017年1月，贊吉運動加入沙姆解放組織。